# 美國救濟管理局
美國救濟管理局（英語： ARA）是美国在第一次世界大战后负责对欧洲及革命后的俄罗斯施行救济任务的机构，负责人是后来成为美国总统的赫伯特·胡佛。
救濟管理局的前身是同样由胡佛领导的美国食品管理局（US Food Administration）。胡佛和合作者在比利时成立救济委员会并借此积攒了重要经验，该委员会在第一次世界大战期间为700万比利时人和200万法国北方人提供了食物。
救濟管理局由美国国会于1919年2月24日成立，预算为1亿美元（2021年为14.75亿美元），也接受了1亿美元的私人捐款。战争结束后，向23个饱受战争之苦的欧洲国家运送了超过400万吨的救济物资。在1919年和1921年之间，亚瑟·库明·林兰德（Arthur Cuming Ringland）担任欧洲区主任。救濟管理局在1922年结束了在俄罗斯境外的获得；它在俄罗斯的活动则维持到1923年。